# 莱卡马兹
莱卡马兹（法語：Les Cammazes，法語發音：[le kamaz]）是法国奧克西塔尼大區塔恩省的一个市镇，属于卡斯特尔区。

## 地理
莱卡马兹（43°24'41"N, 2°4'44"E）面积7.68 平方千米，位于法国奧克西塔尼大區塔恩省，该省份为法国南部内陆省份，北起顺时针与阿韦龙省、埃罗省、奥德省、上加龙省和塔恩-加龙省接壤。
与莱卡马兹接壤的市镇（或旧市镇、城区）包括：莱布吕内勒、赛萨克、洛拉盖地区凡尔登、维勒马涅、迪尔福、索雷兹。
莱卡马兹的时区为UTC+01:00、UTC+02:00（夏令时）。

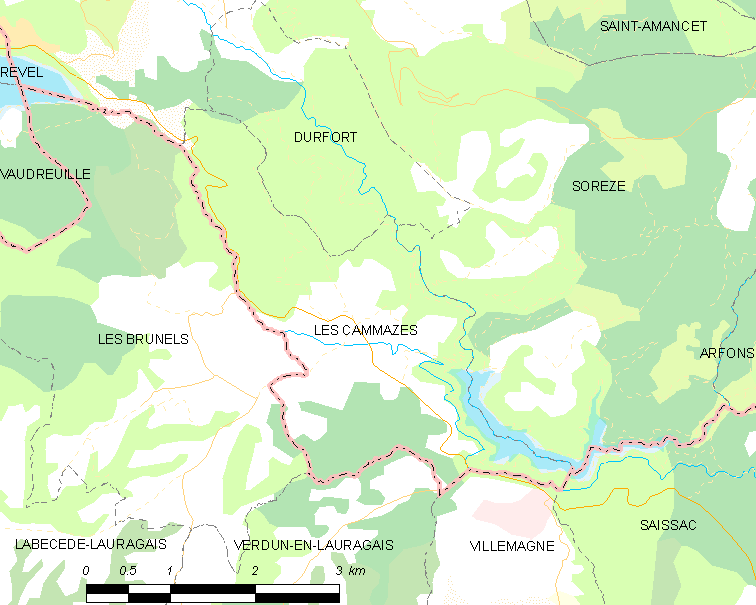
莱卡马兹的OSM定位图

## 行政
莱卡马兹的邮政编码为81540，INSEE市镇编码为81055。

## 政治
莱卡马兹所属的省级选区为努瓦尔山县。

## 人口

1962-2008年间莱卡马兹人口变化图示

莱卡马兹于2022年1月1日时的人口数量为398人。